# Ursus Wehrli

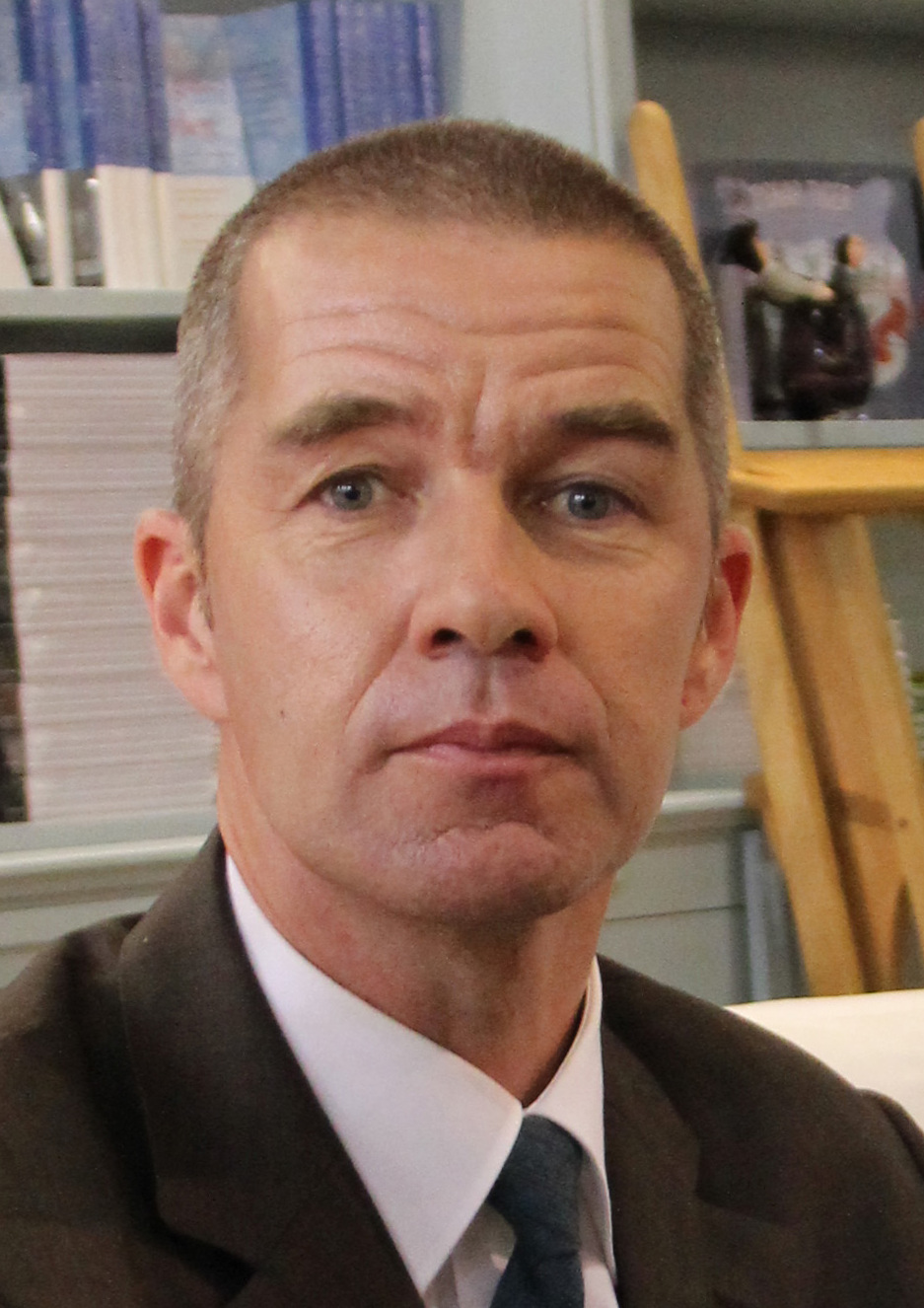
Ursus Wehrli auf der Frankfurter Buchmesse (2011)

Ursus Wehrli (* 13. August 1969 in Aarau als Urs Wehrli) ist ein Schweizer Kabarettist, bildender Künstler, Fotograf, Komiker und Aktionskünstler.

## Leben
Ursus Wehrli wurde in Aarau geboren und ist gelernter Typograph. Seit 1987 tritt er zusammen mit Nadja Sieger als Kabarett-Duo Ursus & Nadeschkin auf. Bisher hat dieses Duo zehn abendfüllende Programme produziert, die sie im deutschen Sprachraum bekannt machten.
Auch bei der Sendung mit der Maus war Wehrli mehrmals zu Gast und spielte dort einen Mann, der Unordentlichkeit verabscheut und versucht, jegliche Unordnung, die er sieht, in Ordnung zu bringen, was ihm nicht selten Probleme bringt. Seine Aktionen wurden dabei von Elke Heidenreich kommentiert.

### Arbeit als bildender Künstler und Autor

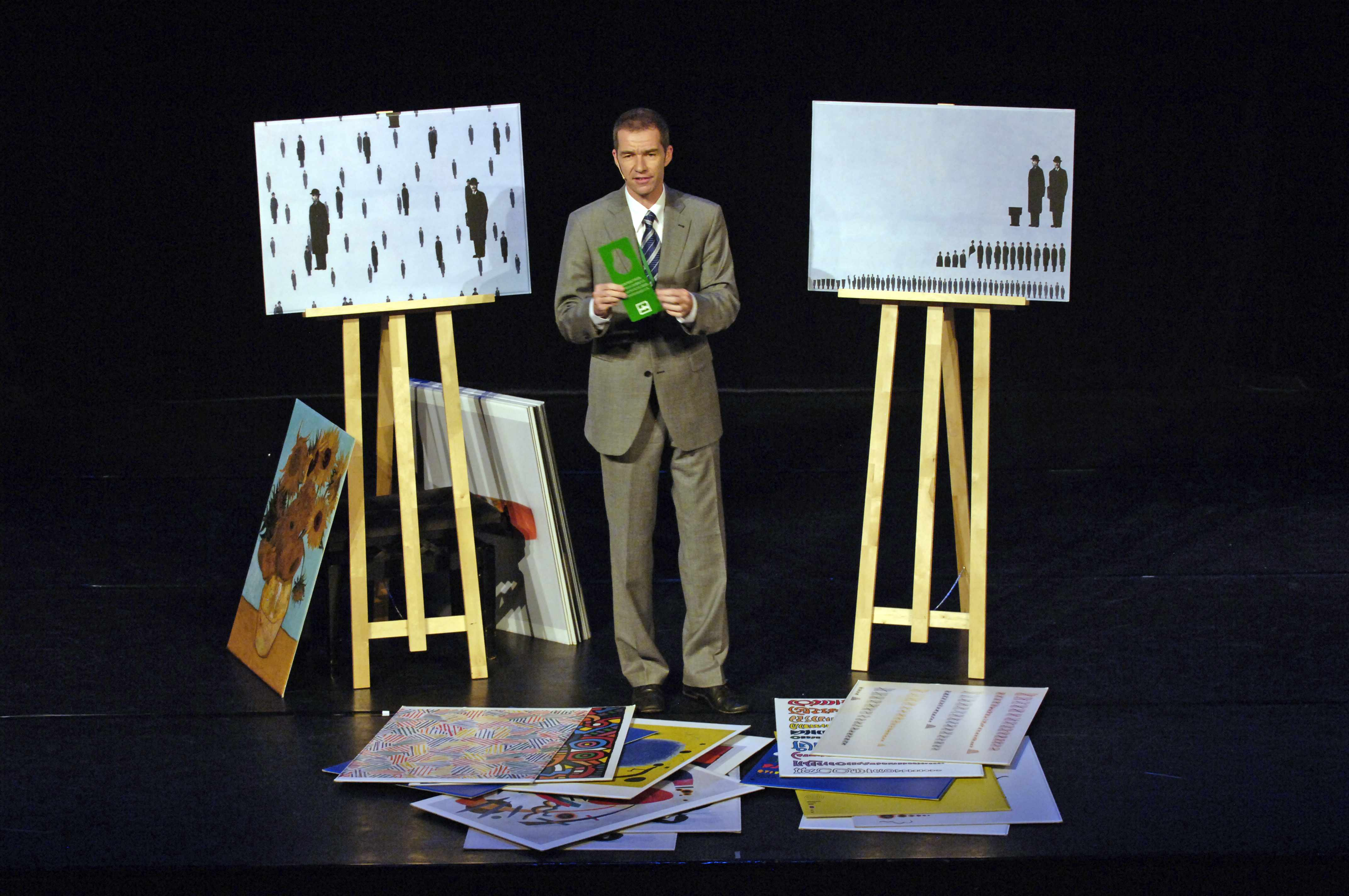
Wehrli mit Kunst aufräumen an der Pinc Conference in Zeist, Holland (2007)

Neben seiner Tätigkeit in dem Duo Ursus & Nadeschkin ist Wehrli als bildender Künstler tätig. Für Aufsehen sorgte er 2002 mit dem Projekt «Kunst aufräumen», in dem er Reproduktionen bekannter Bilder zerschnitt und neu, aber geometrisch geordnet, zusammensetzte.
Mit seinem Projekt «Die Kunst, aufzuräumen», in dem er reale Sachgesamtheiten und Szenen aufräumte, wurde er auch ausserhalb der Schweiz bekannt. Neben dem «Aufräumen» einer Schale Pommes frites oder einer Buchstabensuppe räumte er einen Parkplatz voller Autos nach Farben, eine Fussballmannschaft in nackte Männer und Kleidungsstapel etc. auf sowie eine ganze Badewiese. Damit überschritt er die Grenze der blossen Photokunst zur Aktionskunst und zum Happening. Die Aktionen wurden auch durch Filme dokumentiert. Im Frühjahr 2012 gab die Schweizerische Post eine von Wehrli gestaltete Briefmarke heraus.
Wehrlis Bücher wurden in über 15 Sprachen übersetzt, weltweit über eine Million Mal verkauft und werden an vielen Schulen als Lehrstoff benutzt.
Regelmässig tritt Wehrli solo auf und präsentiert eine Bühnenversion von «Kunst aufräumen», in der er auch Bilder live versteigert und den Erlös der Schweizerischen Messie-Vereinigung zukommen lässt.
2020 erschien Wehrlis Buch «Heute habe ich beinahe was erlebt», eine in Tagebuchform und handschriftlich verfasste Erzählung von vermutlich fiktiven Ereignissen.

## Werke
Für Werke gemeinsam mit Nadja Sieger, siehe Ursus & Nadeschkin.

### Bücher
- Kunst aufräumen. Kein & Aber, Zürich 2002, ISBN 3-0369-5200-4.
  - Tidying Up Art. Vorwort von Albrecht Götz von Olenhusen, übersetzt von Rosie Jackson. Prestel, München/Berlin/New York 2003, ISBN 3-7913-3003-9 (englisch).
  - L’arte a soqquadro. Übersetzt von Stafano Bartezzaghi. Edizione il Castoro, Milano 2008, ISBN 978-88-8033-470-5 (italienisch).
- Noch mehr Kunst aufräumen. Kein & Aber, Zürich 2006, ISBN 978-3-0369-5231-4.
- Die Kunst, aufzuräumen. Kein & Aber, Zürich 2011, ISBN 978-3-0369-5297-0.
  - Photos en bazar, Éditions Milan, Toulouse 2014, ISBN 978-2-7459-5530-2 (L’art en bazar. 2014, ISBN 978-2-7459-5533-3 (französisch)).
  - The Art of Clean Up, Life made neat and tidy. Chronicle Books, 2013, ISBN 978-1-4521-1416-3.
- Heute habe ich beinahe was erlebt. Kein & Aber, Zürich 2020, ISBN 978-3-0369-5827-9.
- Unnütze Dinge. Kein & Aber, Zürich 2023, ISBN 978-3-0369-5007-5

### Anderes
- Die Kunst aufzuräumen. Poster-Set. Kein & Aber, 2011, ISBN 978-3-0369-1273-8.
- Gestaltung der Briefmarke «Ursus Wehrli – Kunst aufräumen», Sondermarke der Schweizerischen Post à 1,00 Franken, 9. Mai 2012.[8][9]

## Auszeichnungen (Auswahl)
Für Auszeichnungen des Duos Ursus & Nadeschkin siehe dort.
- 2015: 1. Platz Nonbook-Award Frankfurter Buchmesse, für das Memospiel Die Kunst, aufzuräumen
- 2017: German Design Award für das Memospiel Die Kunst, aufzuräumen